# District de Saint-Marcellin
Le district de Saint-Marcellin est une ancienne division territoriale française du département de l'Isère de 1790 à 1795.
Il était composé des cantons de Saint Marcellin, Izeron, Lalbenc, Moirans, le Pont en Royans, Rives, Roybon, Saint Antoine, Saint Étienne de Saint Geoirs, Saint Quentin, la Sône, Tullins, Vinay et Viriville.